# Japan-Spitz
Der Japan-Spitz (jap. 日本スピッツ, Nihon Supittsu) ist eine von der FCI anerkannte japanische Hunderasse (FCI-Gruppe 5, Sektion 5, Standard Nr. 262).

## Herkunft und Geschichtliches
Wahrscheinlich basiert der Japan-Spitz auf den weißen Spitzen, die in früheren Zeiten in ganz Europa sehr verbreitet waren und sich auch beim Adel großer Beliebtheit erfreuten. Es ist anzunehmen, dass der Spitz auch auf diesem Wege, über Reisende, seinen Weg nach Japan gefunden hat, wie es auch mit Amerika und den dort jetzt American Eskimo Dogs genannten Hunden geschehen ist. Dies wird dadurch bestätigt, dass der Japanspitz optisch kaum vom Deutschen Mittelspitz zu unterscheiden ist.
Während in Europa die Spitze jedoch eine ganze Zeit lang auf Größe gezüchtet wurden, blieb in Japan die ursprüngliche Form durchgehend erhalten. 1913 wurde der Japan-Spitz in Japan als eigene Rasse anerkannt. Um 1950 war er in Japan sehr verbreitet, mittlerweile verliert er aber dort immer mehr an Bedeutung, wohingegen er in Europa und Nordamerika immer beliebter wird.

## Beschreibung
Dieser kleine Hund vom Typ Spitz wird 30 bis 38 cm groß, sein Fell ist weiß, lang, dicht, gerade und abstehend, typisch spitzartig sind auch seine kleinen dreieckigen Stehohren.